# Klondike (2022)
Klondike ist ein ukrainisch-türkisches Filmdrama unter der Regie von Maryna Er Horbatsch aus dem Jahr 2022. Der Film hatte im Januar 2022 auf dem Sundance Film Festival 2022 seine Weltpremiere und am 14. Februar 2022 auf der Berlinale in der Sektion Panorama seine internationale Premiere. Klondike wurde von der Ukraine als Beitrag für die Oscarverleihung 2023 als bester Internationaler Film eingereicht.

## Inhalt
Während des russisch-ukrainischen Krieges lebt die Familie von Tolik und der schwangeren Irka direkt an der Grenze zwischen den beiden kriegführenden Ländern. Eine Wand des Hauses wurde im Krieg bereits zerstört und macht im Haus das Außen umso sichtbarer. Aber selbst als das Dorf von Truppen erobert wird, weigert sich Irka, ihr Haus zu verlassen.
Auch, als am 17. Juli 2014 in der Nähe die Maschine des Malaysia-Airlines-Fluges 17 abgeschossen wird, will Irka bleiben. Damit steht die Familie plötzlich im Mittelpunkt einer internationalen Flugzeugkatastrophe.

## Hintergrund
Regie führte Maryna Er Horbatsch, die auch für Drehbuch und Schnitt verantwortlich war. Die Musik komponierte Zviad Mgebry.
Die Idee für ihren Film war nach dem Abschuss einer Boeing 777 der Malaysia Airlines am 17. Juli 2014 entstanden. Das Datum fiel zufällig auf den Geburtstag der Regisseurin. Obwohl anfänglich in aller Welt über den Absturz der Maschine in der Ukraine berichtet wurde, war die Geschichte zwei Jahre später aus den Medien verschwunden. Sie wollte eine Geschichte über den Flugzeugabsturz aus einer lokalen Perspektive erzählen. Er Horbatschs Absicht war es, mit Klondike „einen Weltkrieg zum Publikum zu bringen“. Im Jahr 2014 habe auch der Krieg in der Ukraine begonnen, nicht erst mit dem Einmarsch Russlands in das Land Ende Februar 2022. Sie wollte mit dem Film sowohl an die Katastrophe, als auch den Krieg in der Ukraine erinnern.
In den Hauptrollen sind Oksana Tscherkaschyna (Irka) und Serhij Schadrin (Tolik) zu sehen. Produzent war Kedr Film, Koproduzent Protim Video Production.
Die Dreharbeiten wurden im Sommer 2020 begonnen und fanden in der Ukraine statt. Als Kameramann fungierte Swjatoslaw Bulakowskyj. Er ist neben der Regisseurin und deren Ehemann Mehmet Bahadır Er auch einer der Produzenten des Films.
Der Film feierte am 14. Februar 2022 auf der Berlinale in der Sektion Panorama seine internationale Premiere. Seine Weltpremiere hatte er bereits im Januar auf dem Sundance Film Festival 2022 in der Sektion World Cinema Dramatic Competition. Im März 2022 wurde er beim Fribourg International Film Festival gezeigt. Im Juni 2022 folgten Vorstellungen beim Sydney Film Festival. Anfang Juli 2022 wurde der Film beim Internationalen Filmfestival Karlovy Vary in der Sektion Horizons gezeigt und im August 2022 beim norwegischen Filmfestival in Haugesund und beim Filmfestival Kitzbühel. Im Oktober 2022 wurde er beim Internationalen Filmfestival Warschau und beim Tokyo International Film Festival gezeigt.

## Rezeption

### Kritiken
Von den bei Rotten Tomatoes aufgeführten Kritiken sind 98 Prozent positiv bei einer durchschnittlichen Bewertung mit 7,7 von 10 möglichen Punkten. Bei Metacritic erhielt der Film einen Metascore von 83 von 100 möglichen Punkten.
Barbara Wurm vom Filmdienst schreibt, als Klondike im Januar 2022 erst beim Sundance Film Festival und kurz später bei der Berlinale ausgezeichnet worden war, habe die zweite Invasion der Ukraine noch in der Luft gelegen. Nach dem Angriff Russlands auf das Land im Februar 2022 sei Klondike der Film der Stunde und noch viel mehr: „Prophezeiung und Allegorie, Dokument und Fiktion, Aufdeckung und Anklage, Lamento und Aufschrei. Der Film einer Frau über eine Frau, die eine kleine, noch ungeborene Frau im Bauch trägt. Umgeben von einer Welt der voranschreitenden Verrohung, der Zerstörung, des Tötens und Sterbens, auf die man durch jenes riesige Loch sieht, das ein Fehlschläger im Wohnzimmer von Irka und Tolik hinterlassen hat.“ Regisseurin Maryna Er Horbatsch füge mit dem Film dem Spektrum unheilvoller Visionen einige gewichtige Schichten und wesentliche Perspektivverschiebungen hinzu, und es sei nicht zuletzt das unterschwellige, scheinbar ruhige und doch so vehemente Tempo, mit dem die Gewalt hier Mensch und Haus erfasst, das sprachlos mache und Klondike so erschütternd.
Der Rezensent von Meduza schrieb, der Film nehme dem Zuschauer das Recht auf Gleichgültigkeit.

### Auszeichnungen und Nominierungen
Klondike wurde von der Ukraine als Beitrag für die Oscarverleihung 2023 in der Kategorie Bester Internationaler Film eingereicht. Im Folgenden weitere Auszeichnungen und Nominierungen.
Fribourg International Film Festival 2022
- Nominierung im internationalen Wettbewerb[6]

Fünf Seen Filmfestival 2022
- Nominierung für den Fünf Seen Filmpreis[16]

Guanajuato International Film Festival 2022
- Nominierung im Internationalen Wettbewerb

goEast – Festival des mittel- und osteuropäischen Films 2022
- Auszeichnung mit dem 3sat Broadcasting Deal (Maryna Er Horbatsch)[17]

Internationales Filmfestival Thessaloniki 2022
- Auszeichnung mit dem Golden Alexander „Meet the Neighbours“ Award[18]

Internationales Filmfestival Warschau 2022
- Nominierung im Odesa-Warszawa: Ukrainian Competition[19]

Neiße Filmfestival 2022
- Auszeichnung mit dem Spezialpreis des Filmverbands Sachsen[20]

Palm Springs International Film Festival 2023
- Auszeichnung als Beste Schauspielerin mit dem FIPRESCI-Preis im Internationalen Wettbewerb (Oksana Cherkashyna)[21]

Sarajevo Film Festival 2022
- Auszeichnung für die Beste Regie (Maryna Er Horbatsch)[22]

Seattle International Film Festival 2022
- Auszeichnung mit dem Großen Preis der Jury im Hauptwettbewerb[23]

Sundance Film Festival 2022
- Nominierung für den Grand Jury Prize
- Auszeichnung für die Beste Regie im World Cinema Dramatic Competition (Maryna Er Horbatsch)[24]

Internationale Filmfestspiele Berlin 2022
- Nominierung für den Amnesty International Filmpreis
- Auszeichnung mit dem Preis der Ökumenischen Jury in der Sektion Panorama[25]
- 2. Platz beim Panorama Publikumspreis (bester Spielfilm)[26]

Filmfestival Kitzbühel 2022
- Nominierung für den Joseph-Vilsmaier-Preis[10]